# بوب كوب
بوب كوب هو لاعب هوكي جليد كندي، ولد في 15 نوفمبر 1918 في بورت إليغين في كندا، وتوفي في 12 ديسمبر 2006.

## وصلات خارجية
- بوب كوب على موقع دوري الهوكي الوطني (الإنجليزية)
- بوب كوب على موقع EliteProspects.com (الإنجليزية)
- بوب كوب على موقع HockeyDB.com (الإنجليزية)
- بوب كوب على موقع Hockey-Reference.com (الإنجليزية)